# Einmal verliebt, immer verliebt
Einmal verliebt, immer verliebt är en låt skriven av Robert Jung och Ralph Siegel och i inspelning med Peggy March från 1970. Låten nådde en 23:e plats på västtyska singellistan.

## Coverversioner

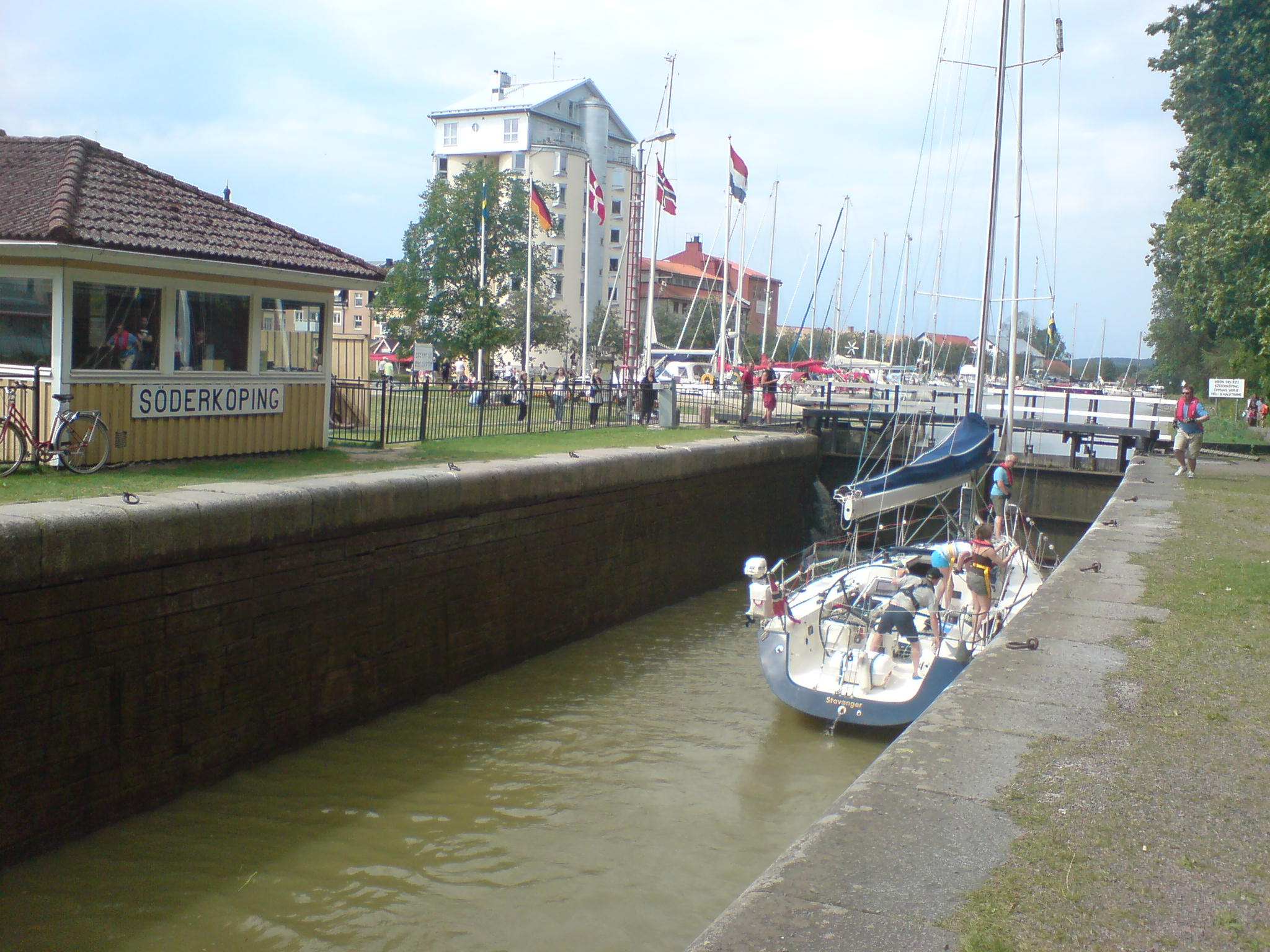
På svenska försågs låten med en text om Göta kanal.

Cool Candys fick 1971-1972 en coverhit med låten som gick in på Svensktoppen, med åttondeplats som högtsta placering, med låten på svenska under titeln "Göta kanal". med ny text av Gunnar Sandevärn.
Låten finns också utgiven med Curt Haagers, där Sven-Eric Gissbol också var sångare, på albumet En spännande dag för Josefine.

## Listplaceringar
| Lista (1970) | Position |
| ------------ | -------- |
| Västtyskland | 23       |

### Fotnoter
1. ↑  ”Discogs”. http://www.discogs.com/Peggy-March-Einmal-Verliebt-Immer-Verliebt-Peggys-Marsch/release/1267881. Läst 28 juni 2011.
2. ↑  ”Newsdesk”. http://www.mynewsdesk.com/se/pressroom/stroemma_turism_sjoefart_ab/news/view/supergruppen-kapten-haddock-slaepper-nyinspelning-av-goeta-kanal-schlagern-23999. Läst 28 juni 2011.
3. ↑  ”Svensktoppen”. 26 februari 1971. http://sverigesradio.se/Diverse/AppData/Isidor/files/2023/3469.txt. Läst 28 juni 2011.
4. ↑  ”Svensktoppen”. 26 februari 1972. http://sverigesradio.se/Diverse/AppData/Isidor/files/2023/3470.txt. Läst 28 juni 2011.
5. ↑  ”Svensk mediedatabas”. http://smdb.kb.se/catalog/id/001473336. Läst 28 juni 2011.
6. ↑  ”Svensk mediedatabas”. http://smdb.kb.se/catalog/id/001888688. Läst 28 juni 2011.